# Rat mal, wer zur Hochzeit kommt
Rat mal, wer zur Hochzeit kommt ist eine deutsche Fernseh-Komödie aus dem Jahr 2012.

## Handlung
Lisa und ihr kroatischer Freund Hrvoje sind sehr verliebt. Bereits nach drei Monaten ziehen sie in eine gemeinsame Wohnung und noch während der Einweihungsparty nimmt Lisa den charmanten Heiratsantrag ihres Angebeteten an. Doch so glücklich das Paar nun scheint, so viele Probleme werden nun auf sie zukommen. Hrvojes streng katholische Mutter Darinka will unbedingt eine traditionelle Hochzeit in Kroatien, wobei sie selbstverständlich Lisas Eltern kennenlernen will. Und hier liegt das Problem: Ihre Eltern sind bei weitem nicht so religiös-bürgerlich wie Darinka. Sie sind ein geschiedenes Ex-Hippie-Paar. Lisas Mutter Theresa hat sich nach sehr verrückten Ehejahren von Gerd getrennt und meidet ihn genauso wie den Kontakt zu ihrer Tochter. Theresa lehnt Lisas Hochzeitspläne ebenfalls ab. Doch weil sie tief in Lisas Schuld steht, reist sie mit Gerd nach Kroatien, wo sie ein liebevolles Paar vorspielen.

## Kritiken
„Amüsante (Fernseh-) Liebes- und Hochzeitskomödie. Im Mittelpunkt stehen die chaotischen Brauteltern, die bei allen wieder zueinander finden.“

„Einen Kunstprofessor mit kraus gezogener Stirn gibt Hübchen da als Karikatur aller Kunstprofessoren mit kraus gezogener Stirn. Dabei exekutiert er Pointen wie ein Sommerfreilichtbühnen-Provinzbuffo. Eine Charge. Aber ohne Knall, nur mit Puff. An seiner Seite steht als Mama Suzanne von Borsody, die einzig würdige irdische Vertreterin Christine Neubauers, wenn die mal gerade nicht kann. Die esoterisch umflorte Ayurveda-Ölerin, die sie da in schmierenkomödiantischer Art über den Kanal fettet, findet ihresgleichen nur im Figurenkosmos der Neubauerin. Selbstredend muss die fernöstlich gesinnte Emanze ihre Tochter zur Hochzeit nach Kroatien begleiten, wo sich die Degeto-Drehbuchschmieranten ihre sämtlichen Kroatien-Vorurteile bestätigen.“

„Einige gelungene Gags, am Ende – genreüblich – etwas zu brav. […] Leichter, insgesamt schön runder Spaß“

## Hintergrund
Der Film wurde unter dem Arbeitstitel Die Mutter der Braut vom 24. August bis 23. September 2010 in München und dem kroatischen Rovinj gedreht. Seine Erstausstrahlung hatte er am 30. April 2012 in der ARD. Dabei wurde er von ungefähr 3,37 Mio. Zuschauern gesehen, was einem Marktanteil von etwa 12,6 Prozent entsprach.